# Eduarda Amorim
Eduarda Idalina "Duda" Amorim Taleska (Blumenau, Brasil, 23 de septiembre de 1986) es una jugadora de balonmano brasileña que compitió en los Juegos Olímpicos de 2008, 2012 y 2016 con el equipo brasileño.

## Trayectoria

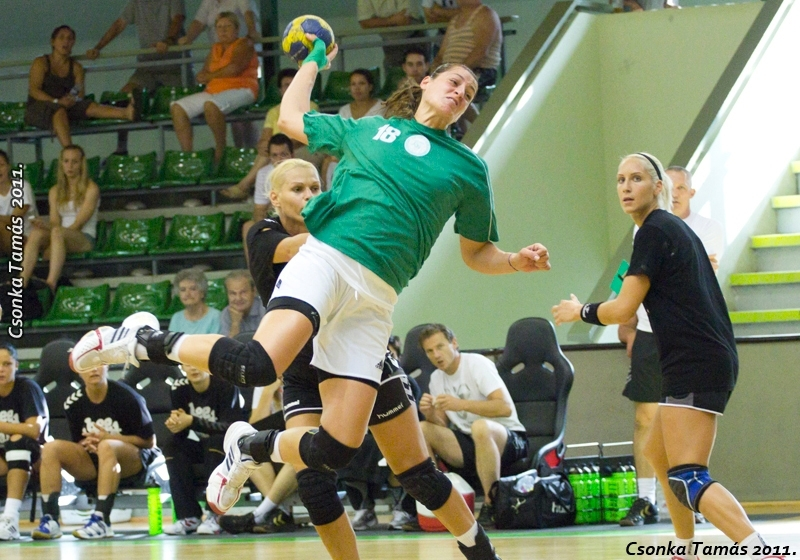
Eduarda Amorim

En 2013 fue nombrada mejor jugadora del Campeonato Mundial de Balonmano Femenino de 2013 disputado en Serbia, y en 2014 mejor jugadora del mundo.
En 2017 se proclamó campeonato de la Liga de Campeones de la EHF femenina con su equipo, el Győri ETO KC por tercera vez en cinco años, siendo finalista en cinco de las anteriores seis ocasiones. Además, fue proclamada como mejor defensora del campeonato.

## Palmarés

### Títulos nacionales
| Título                                  | Club                         | País      | Año  |
| --------------------------------------- | ---------------------------- | --------- | ---- |
| Liga macedonia de balonmano femenino    | Kometal Gjorče Petrov Skopje | Macedonia | 2005 |
| Copa de Macedonia de balonmano femenino | Kometal Gjorče Petrov Skopje | Macedonia | 2005 |
| Liga macedonia de balonmano femenino    | Kometal Gjorče Petrov Skopje | Macedonia | 2006 |
| Copa de Macedonia de balonmano femenino | Kometal Gjorče Petrov Skopje | Macedonia | 2006 |
| Liga macedonia de balonmano femenino    | Kometal Gjorče Petrov Skopje | Macedonia | 2007 |
| Copa de Macedonia de balonmano femenino | Kometal Gjorče Petrov Skopje | Macedonia | 2007 |
| Liga macedonia de balonmano femenino    | Kometal Gjorče Petrov Skopje | Macedonia | 2008 |
| Copa de Macedonia de balonmano femenino | Kometal Gjorče Petrov Skopje | Macedonia | 2008 |
| Liga húngara de balonmano femenino      | Győri ETO KC                 | Hungría   | 2009 |
| Copa de Hungría de balonmano femenino   | Győri ETO KC                 | Hungría   | 2009 |
| Liga húngara de balonmano femenino      | Győri ETO KC                 | Hungría   | 2010 |
| Copa de Hungría de balonmano femenino   | Győri ETO KC                 | Hungría   | 2010 |
| Liga húngara de balonmano femenino      | Győri ETO KC                 | Hungría   | 2011 |
| Copa de Hungría de balonmano femenino   | Győri ETO KC                 | Hungría   | 2011 |
| Liga húngara de balonmano femenino      | Győri ETO KC                 | Hungría   | 2012 |
| Copa de Hungría de balonmano femenino   | Győri ETO KC                 | Hungría   | 2012 |
| Liga húngara de balonmano femenino      | Győri ETO KC                 | Hungría   | 2013 |
| Copa de Hungría de balonmano femenino   | Győri ETO KC                 | Hungría   | 2013 |
| Liga húngara de balonmano femenino      | Győri ETO KC                 | Hungría   | 2014 |
| Copa de Hungría de balonmano femenino   | Győri ETO KC                 | Hungría   | 2014 |
| Copa de Hungría de balonmano femenino   | Győri ETO KC                 | Hungría   | 2015 |
| Liga húngara de balonmano femenino      | Győri ETO KC                 | Hungría   | 2016 |
| Copa de Hungría de balonmano femenino   | Győri ETO KC                 | Hungría   | 2016 |
| Liga húngara de balonmano femenino      | Győri ETO KC                 | Hungría   | 2017 |

### Títulos internacionales
| Título                                        | Club                                      | País                 | Año  |
| --------------------------------------------- | ----------------------------------------- | -------------------- | ---- |
| Campeonato Panamericano de Balonmano Femenino | Selección femenina de balonmano de Brasil | República Dominicana | 2007 |
| Campeonato Panamericano de Balonmano Femenino | Selección femenina de balonmano de Brasil | Brasil               | 2011 |
| Campeonato Mundial de Balonmano Femenino      | Selección femenina de balonmano de Brasil | Serbia               | 2013 |
| Liga de Campeones de la EHF femenina          | Győri ETO KC                              | Hungría y Noruega    | 2013 |
| Liga de Campeones de la EHF femenina          | Győri ETO KC                              | Hungría              | 2014 |
| Liga de Campeones de la EHF femenina          | Győri ETO KC                              | Hungría              | 2017 |
| Campeonato Panamericano de Balonmano Femenino | Selección femenina de balonmano de Brasil | Argentina            | 2017 |